# Huismes
Huismes település Franciaországban, Indre-et-Loire megyében. Lakosainak száma 1446 fő (2022. január 1.). Huismes Avoine, Beaumont-en-Véron, La Chapelle-sur-Loire, Chinon, Rigny-Ussé és Saint-Benoît-la-Forêt községekkel határos.

## Népesség
A település népességének változása:
| Lakosok száma | 1122 | 1132 | 1397 | 1490 | 1550 | 1537 | 1475 | 1425 | 1411 | 1446 |
|               | 1968 | 1982 | 1990 | 2006 | 2013 | 2015 | 2017 | 2019 | 2020 | 2022 |